# 韋弗利 (紐約州)
韋弗利（英語：Waverly）是位於美國紐約州泰奧加縣的村。

## 人口
根據2020年美國人口普查的數據，韋弗利的面積為5.99平方千米，當中陸地面積為5.92平方千米，而水域面積為0.07平方千米。當地共有人口4373人，而人口密度為每平方千米730人。